# Zatín
Zatín (in ungherese Zétény) è un comune della Slovacchia facente parte del distretto di Trebišov, nella regione di Košice.